# 2514 Тайюань
2514 Тайюань (2514 Taiyuan) — астероїд головного поясу, відкритий 8 жовтня 1964 року.
Тіссеранів параметр щодо Юпітера — 3,382.